# Ochlandriphaga xanthelytrana
Ochlandriphaga xanthelytrana är en insektsart som beskrevs av Henry, G.M. 1933. Ochlandriphaga xanthelytrana ingår i släktet Ochlandriphaga och familjen gräshoppor. Inga underarter finns listade i Catalogue of Life.